# Kissin' U
"Kissin' U" je pjesma američke pjevačice Mirande Cosgrove. Objavljena je 23. ožujka 2010. preko iTunesa kao najavni singl za njen album Sparks Fly. Pjesma je po prvi puta javno emitirana na američkoj radio emisiji On Air with Ryan Seacrest.

## Videospot
Spot za pjesmu "Kissin' U" objavljen je 19. ožujka 2010. godine, a snimljen je u Santa Monici u Kaliforniji. Spot je također objavljen za digitalno preuzimanje 20. ožujka 2010. Jedan dan nakon objavljivanja, spot se popeo do 3. mjesta iTunes ljestvice.

## Popis pjesama
| 1. | »Kissin' U« | 3:19 |

## Ljestvice
| Ljestvice (2010.)     | Najviša pozicija |
| --------------------- | ---------------- |
| Austrija              | 57               |
| Njemačka              | 82               |
| Rusija                | 261              |
| SAD Billboard Hot 100 | 54               |

## Povijest objavljivanja
| Država | Datum            | Format             |
| ------ | ---------------- | ------------------ |
| SAD    | 12. ožujka 2010. | radijska premijera |
| SAD    | 23. ožujka 2010. | digitalni download |